# Radio Dalsan
Radio Dalsan ist ein privater somalischer Radiosender aus Mogadischu. Gesendet wird ein Nachrichten und Unterhaltungsprogramm in Somali mit Nachrichten in Englischer Sprache. Die Station verbreitet ihr Programm neben ihrem Sender in der Hauptstadt auch über weitere in Jowhar, Baidoa, Adado und Wanlawein.
Betreiber und Besitzer ist die Dalsan Media Corporation. Der Sender betreibt eine englischsprachige Nachrichten-Webpräsenz.
Radio Dalsan übertrug 2017 zum ersten Mal live das somalische Quizduell während des Ramadans, bei dem Jugendliche aus den 26 Distrikten des Landes gegeneinander antreten. Das Quiz wird auch vom Kabelnetzwerk Mogadishu Cable übertragen.